# 沙根度·卡斯迪路
塞贡多·亚历杭德罗·卡斯蒂略·拿撒莱诺（西班牙語：Segundo Alejandro Castillo Nazareno，1982年5月15日— ），簡稱塞贡多·卡斯蒂略（西班牙語：Segundo Castillo），出生在聖洛伦佐，是一名厄瓜多爾足球員，司職中場，效力于沙特希拉爾足球俱樂部。

## 生平
卡斯迪路的足球生涯在位於基多的艾斯波利展開，他效力3年間，總共上陣66場賽事及攻入11球。其後，他轉投另一隊首都球會，其中一支最成功的厄多瓜爾的足球會—基多民族，接著球會先後在2005年和2006年奪得聯賽冠軍。他總共代表球會上陣112場賽事並攻入11球。
2006年8月，他加盟塞爾維亞球會貝爾格萊德紅星。他在首個球季中攻入8球，他在2007年時是球會贏得雙料冠軍的關鍵球員。他總共代表球會上陣72場賽事及攻入18球，即平均每4場就有1次入球。
2008年8月，卡斯迪路被球會外借至英超球會愛華頓為期1年，並成為愛華頓夏天轉會市場的第二宗交易。2008年9月14日，他在對史篤城的賽事中首次代表球會於聯賽上陣。2008年9月18日，他在葛迪遜公園球場對標準列治的歐協賽事中首次在主場處子上陣並以一記25碼外的強力凌空抽射，來取得其處子入球。
然而，卡斯迪路雖然看來會成為大衛·莫耶斯麾下的正選防守中場，不過當球季快將結束時，大衛·莫耶斯更改排陣，使到卡斯迪路上陣機會大為減少。當他的借用期快將結束時，他開始發自己大多是擔任後備，甚至未能列入一隊陣容。隨後，他並未獲得愛華頓提供正式合約；據報導指，貝爾格萊德紅星希望以約450萬英鎊出售卡斯迪路。
2009年8月31日，卡斯迪路再次重返英超並外借至「升班馬」狼隊長達整個球季。2009年9月20日，他在對富咸的賽事中首次代表球會正選上陣。

## 國際賽
2005年8月17日，卡斯迪路被厄瓜多爾徵召出戰委內瑞拉，並以後備入替的形式而處子上陣。其後，他開始成為厄瓜多爾隊的主力並選入2006年世界盃厄瓜多爾隊的大軍名單中，他在世盃期間每場賽事都打足90分鐘，協助球隊首次從分組賽晉級。

### 國際賽入球
| 入球 | 日期          | 地點                           | 對手     | 入球  | 賽果  | 性質 |
| ---- | ------------- | ------------------------------ | -------- | ----- | ----- | ---- |
| 1    | 2006年5月24日 | 美國東盧瑟福的巨人體育場       | 哥伦比亚 | 1 – 0 | 1 – 1 | 友賽 |
| 2    | 2008年3月26日 | 厄瓜多爾拉塔昆加的拉科查體育場 | 海地     | 1 – 0 | 3 – 1 | 友賽 |

## 私生活
2009年3月，卡斯迪路的妻子布倫達（Brenda）誕下了他們的首個兒子，名叫德亞歷山德羅（D’Alessandro）。

## 外部連結
- （英文）足球数据库：沙根度·卡斯迪路的球员统计数据